# Pseudocryptochirus
Pseudocryptochirus är ett släkte av kräftdjur. Pseudocryptochirus ingår i familjen Cryptochiridae.
Kladogram enligt Catalogue of Life:
| Pseudocryptochirus | \| \| Pseudocryptochirus acanthophora \| \| \| \| \| \| Pseudocryptochirus viridis \| \| \| \| |
|                    | \| \| Pseudocryptochirus acanthophora \| \| \| \| \| \| Pseudocryptochirus viridis \| \| \| \| |
|                    | Cryptochirus                                                                                   |
|                    |                                                                                                |
|                    | Hapalocarcinus                                                                                 |
|                    |                                                                                                |
|                    | Neotroglocarcinus                                                                              |
|                    |                                                                                                |
|                    | Opecarcinus                                                                                    |
|                    |                                                                                                |
|                    | Pelycomaia                                                                                     |
|                    |                                                                                                |
|                    | Pseudohapalocarcinus                                                                           |
|                    |                                                                                                |
|                    | Troglocarcinus                                                                                 |
|                    |                                                                                                |
|                    | Utinomiella                                                                                    |
|                    |                                                                                                |
|                    | Pseudocryptochirus acanthophora                                                                |
|                    |                                                                                                |
|                    | Pseudocryptochirus viridis                                                                     |
|                    |                                                                                                |

|  | Pseudocryptochirus acanthophora |
|  |                                 |
|  | Pseudocryptochirus viridis      |
|  |                                 |